# Saint-Léonard-en-Beauce
Saint-Léonard-en-Beauce é uma comuna francesa na região administrativa do Centro, no departamento Loir-et-Cher. Estende-se por uma área de 40,15 km². Em 2010 a comuna tinha 662 habitantes (densidade: 16,5 hab./km²).